# Hyoscyamus kurdicus
Hyoscyamus kurdicus är en potatisväxtart som beskrevs av Joseph Friedrich Nicolaus Bornmüller. Hyoscyamus kurdicus ingår i släktet bolmörter, och familjen potatisväxter. Inga underarter finns listade i Catalogue of Life.